# New Development Bank

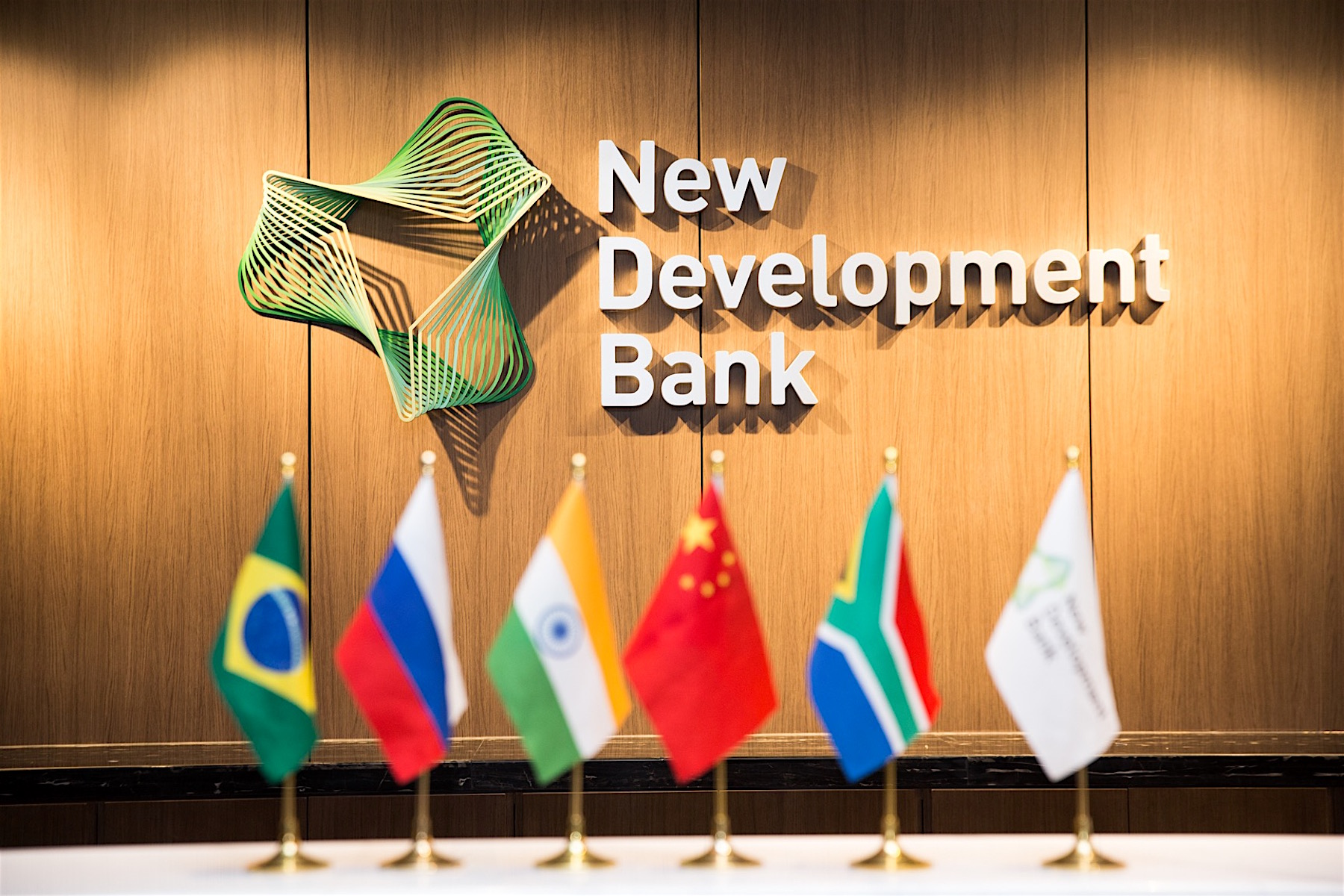
Logo am Hauptsitz in Shanghai mit Flaggen der Mitgliedsländer

Die New Development Bank (deutsch Neue Entwicklungsbank), ehemals BRICS Development Bank, ist eine multilaterale Entwicklungsbank, die am 15. Juli 2014 von den BRICS-Staaten Brasilien, Russland, Indien, China und Südafrika gegründet wurde. 

## Funktion und Bedeutung

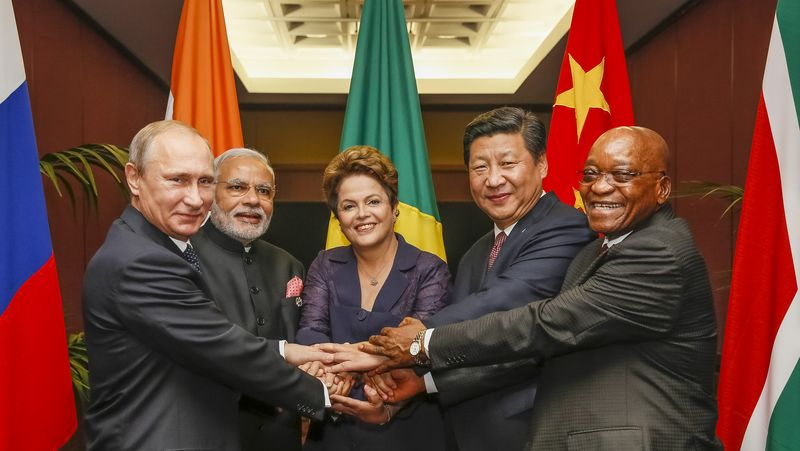
Die Staatschefs der BRICS-Länder in Brisbane, 15. November 2014

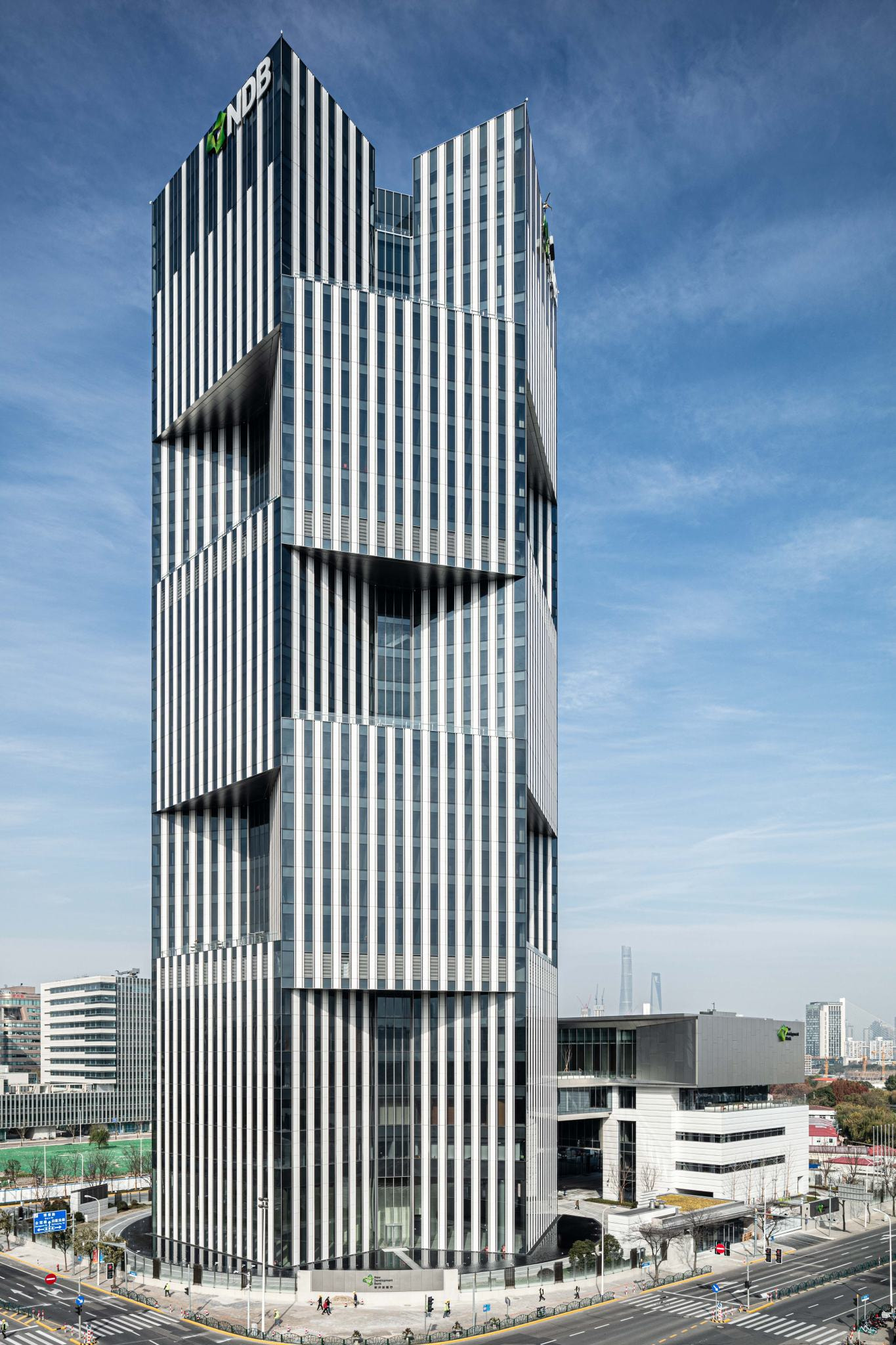
Hauptsitz der Bank ist in Shanghai

Sie soll vorrangig der Finanzierung von Entwicklungsprojekten und Infrastruktur innerhalb der fünf BRICS-Staaten dienen, welche im Jahre 2021 mehr als 3 Mrd. Einwohner bzw. rund 41 Prozent der gesamten Weltbevölkerung sowie 31,5 Prozent des weltweiten Bruttoinlandsproduktes auf sich vereinen können.  Daneben halten die BRICS-Staaten 2.800 Mrd. Dollar, was 42 % der weltweiten Devisenreserven entspricht.
Ihre Errichtung wurde am 70. Jahrestag des Bretton-Woods-Abkommens verkündet, das sowohl den Internationalen Währungsfonds als auch die Weltbank ins Leben rief.
Der Hauptsitz der Bank ist im chinesischen Shanghai. Daneben wurde eine Zweigstelle für den afrikanischen Kontinent im südafrikanischen Sandton errichtet.
Im Gegensatz zur Weltbank, die sich nach den gehaltenen Anteilen orientiert, besitzt jeder Mitgliedsstaat der NDB eine einzige Stimme.
Die Bank wird voraussichtlich über ein Kreditvolumen von 50 Mrd. Dollar für Infrastrukturprojekte verfügen können, die z. B. für das chinesische Handels- und Infrastrukturprojekt „One Belt, One Road“ (OBOR) eingesetzt werden. Daneben soll eine Sonderrücklage (Contingency Reserve Arrangement) in Höhe von 100 Mrd. Dollar eingerichtet werden, welche sich aus den Einlagen der fünf Gründungsstaaten wie folgt zusammensetzt:
- China: 41 Mrd.,
- Brasilien, Indien, Russland: je 18 Mrd.,
- Südafrika: 5  Mrd. Dollar

Die Sonderrücklage kann bei wirtschaftlichen Turbulenzen von den Mitgliedsstaaten in Anspruch genommen werden.
Nach allen Ratifizierungen nahm die Bank ihren Betrieb am 27. Februar 2016 auf.
Im Jahr 2021 beschloss die Bank den Beitritt von Ägypten, Bangladesch, Uruguay und den Vereinigten Arabischen Emiraten, im Jahr 2024 den Beitritt von Algerien.

## Mitgliedsstaaten

### Gründungsmitglieder
- Brasilien
- Russland
- Indien
- Volksrepublik China
- Südafrika

### Weitere Mitglieder
- 2021:  Bangladesch
- 2021:  Vereinigte Arabische Emirate
- 2023:  Ägypten
- 2025:  Algerien
- 2025:  Kolumbien
- 2025:  Usbekistan[15]